# Sven-Erik Magnusson
Knut Sven-Erik Magnusson, född 13 oktober 1942 i Säffle församling i Värmlands län, död 22 mars 2017 i Västerstrands distrikt i Karlstad, var en svensk sångare, gitarrist, klarinettist och saxofonist. Han blev mest känd som medlem i bandet Sven-Ingvars.

## Biografi
Sven-Erik Magnusson växte upp i Slottsbron i Grums kommun. I skolan spelade han blockflöjt och klarinett, och hans första idol var Benny Goodman. Sven Svärd och Ingvar Karlsson värvade honom till en spelning på en SSU-dans 1956 och tillsammans bildade de Sven-Ingvars. Utöver sina 60 år som sångare i Sven-Ingvars framträdde Magnusson i flera andra konstellationer. Sonen Oscar Magnusson har gått i sin fars fotspår och spelar och skriver låtar. På samlingsalbumet Livet är nu (2005) är en av låtarna, "Det liv du lever nu", skriven av Oscar Magnusson, som nu är medlem i Sven-Ingvars. 
Han sjöng visor tillsammans med gitarristen Christer Magnusson, spelade på klubbar med gruppen The Few, som senare blev Black-Ingvars, och turnerade med Lasse Holm under Diggiloo-turnén. I början av 1990-talet sjöng han i den tillfälliga gruppen Supertrion med Sten Nilsson och Christer Sjögren. 1979 gav han ut soloalbumet Jag har vandrat mina stigar.
Sven-Erik Magnusson hade sin sista turné med Sven-Ingvars under sommaren 2016, med turnéavslutning 21 augusti i Blekinge.
Han var gift med Eva Magnusson, född 1954, som han fick två barn med.

## Priser och utmärkelser
- 1981 – Frödingmedaljen
- 1990 – Grammis för På begäran i kategorin ”Årets dansband”
- 2005 – Grammis, ”Juryns specialpris”[5]
- 2006 – Lisebergsapplåden[6]
- 2006 – Tigertassen[7]
- 2016 – Invalda i Swedish Music Hall of Fame[8]
- H.M. Konungens medalj i guld av 8:e storleken (Kon:sGM8, 2008) för mångåriga och mycket uppskattade insatser som musiker